# Tram van Sarajevo

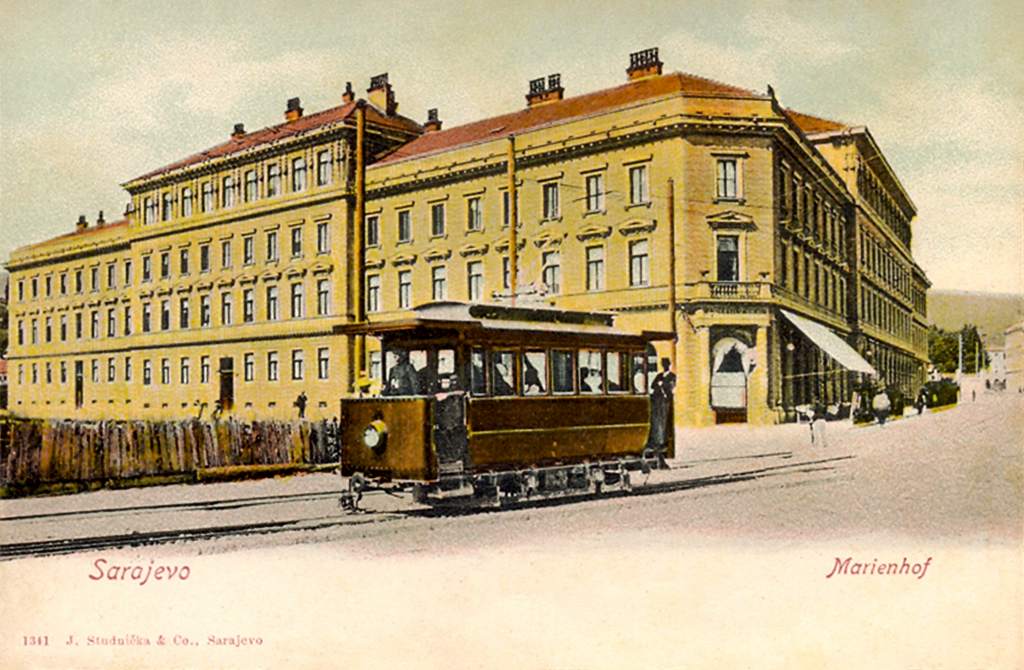
Elektrische tram in het jaar 1901.

Tramnet (stand 2013).

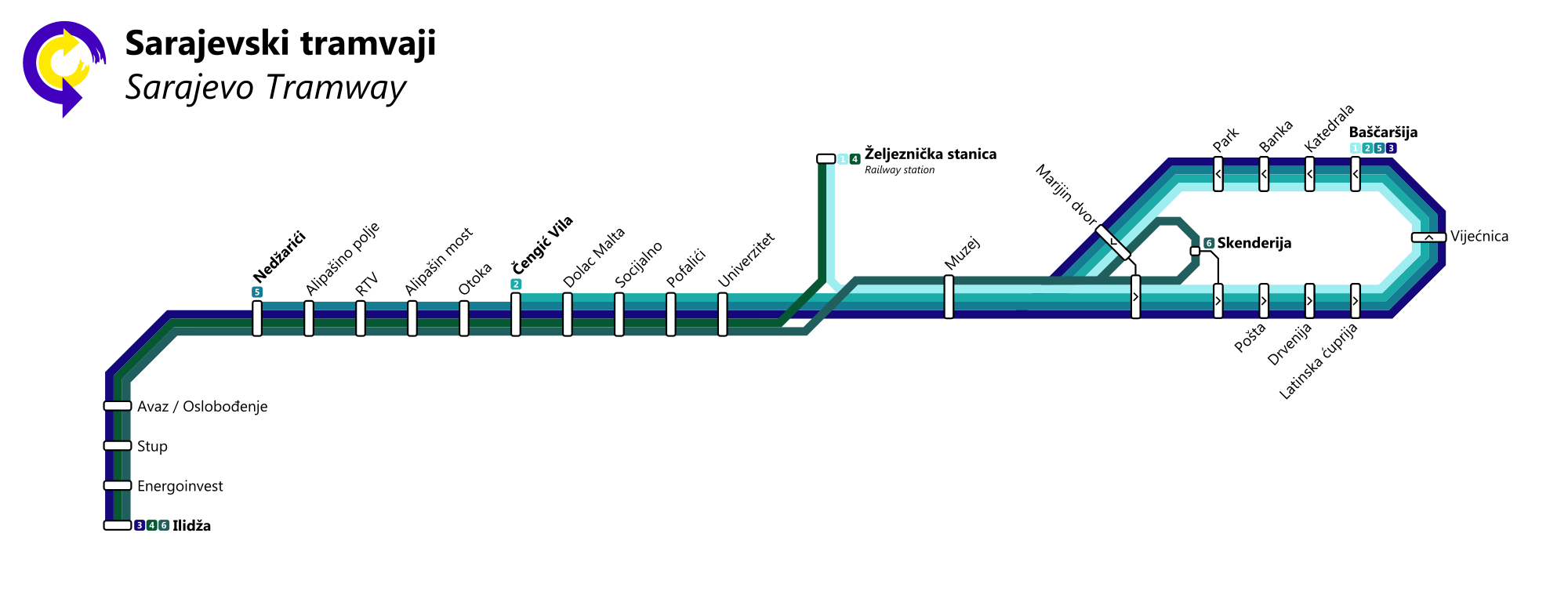
Schema van het tramnet.

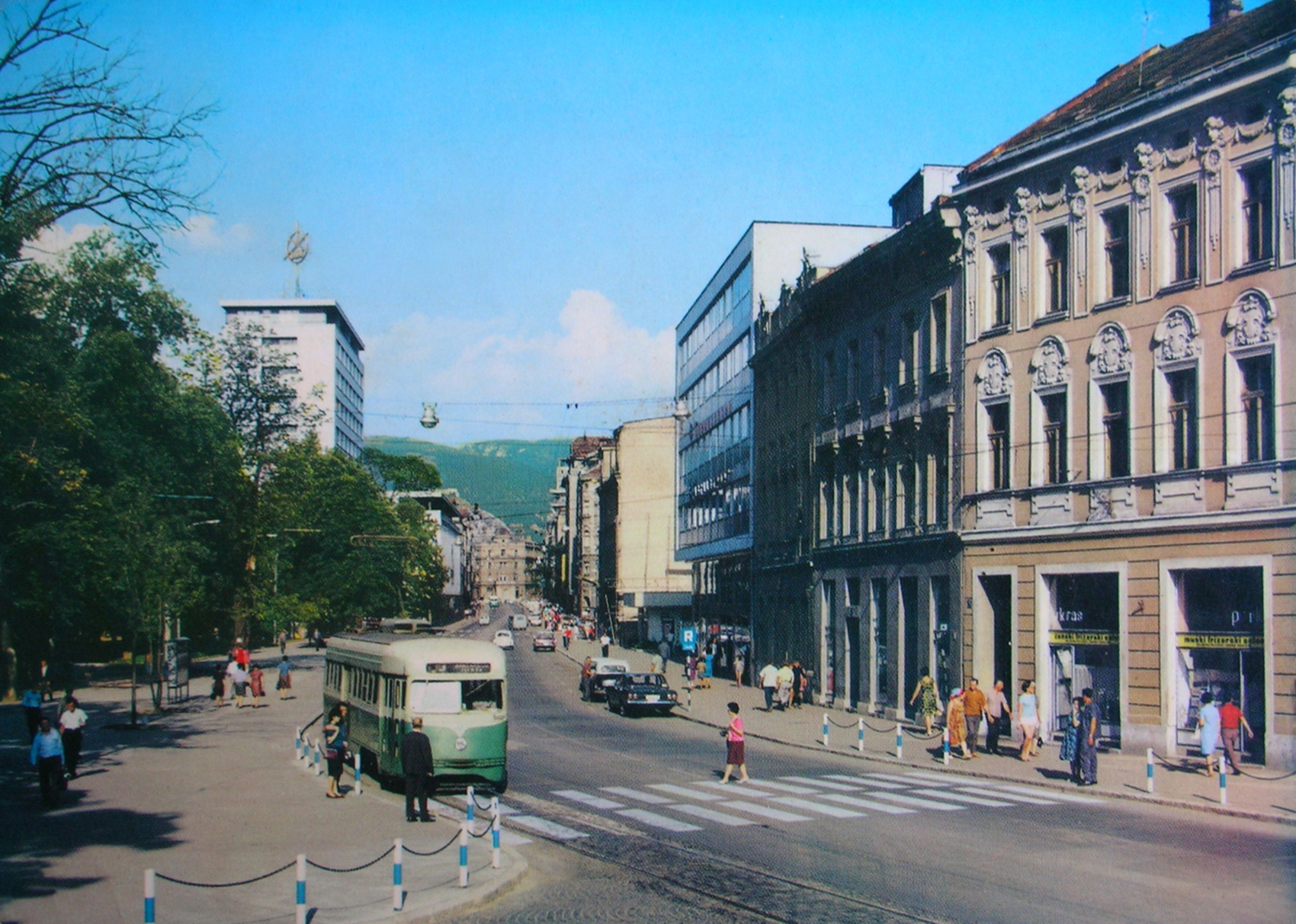
Uit Washington D.C. afkomstige PCC-car op lijn 3 in Sarajevo; jaren zestig.

De tram van Sarajevo is het tramnetwerk van de Bosnisch-Herzegovinische hoofdstad Sarajevo. Het is het enige van het land en wordt door het gemeentelijke vervoerbedrijf JKP GRAS Sarajevo / Javno Komunalno Preduzeće – Gradski Saobraćaj Sarajevo geëxploiteerd. Sinds 1984 wordt de tram door de trolleybus van Sarajevo aangevuld.

## Geschiedenis
De tram ging op 1 januari 1885 rijden als paardentram en was oorspronkelijk in de Bosnische spoorwijdte van 760 millimeter uitgevoerd. Op 1 mei 1895 werd hij geëlektrificeerd en werd in 1960 omgespoord op 1435 millimeter normaalspoor. Het tramnet bestaat anno 2013 uit een 10,7 kilometer lange oost-westverbinding, die van het stadsdeel Baščaršija uitgaand – waar een grote lus om een huizenblok tegen de klok in bereden wordt – tot in het stadsdeel Ilidža voert. Daarnaast bestaat er een 400 meter lange zijlijn naar het station (Željeznička stanica) van de spoorwegen in Bosnië en Herzegovina (Željeznice Federacije Bosne i Hercegovine / ŽFBH).
De hoofdroute voert over de belangrijkste uitvalsweg van Sarajevo, zij volgt vanuit het westen gezien eerst de Bulevar Meše Selimovića (voorheen: 6. proleterske brigade), die vanaf Čengić Vila dan Zmaja od Bosne (voorheen: Vojvode Radomira Putnika) heet. De binnenstadslus voert over Obala Kulina bana (voorheen: Obala Vojvode Stepe Stepanovića) naar de eindhalte Baščaršija en terug over de noordelijker parallel verlopende Mula Mustafe Bašeskije en de Maršala Tita (voorheen beide: Maršala Tita).

## Lijnen
Het uit 27 tramhaltes bestaande tramnet wordt door totaal zes tramlijnen als volgt bediend:
- 1: Željeznička stanica – Baščaršija
- 2: Čengić vila – Baščaršija
- 3: Ilidža – Baščaršija
- 4: Ilidža – Željeznička stanica
- 5: Nedžarići – Baščaršija
- 6: Ilidža – Skenderija

De voormalige lijn 7: Nedžarići – Skenderija wordt niet meer geëxploiteerd. De hoofdlijn 3 rijdt van 5.00 uur tot 23.30 uur. De overige lijnen dienen als versterkingslijnen, zij beginnen de dienst tegen 6.00 uur 's morgens en gaan tussen 17.30 en 22.30 uur weer naar de remise. Aan alle eindpunten zijn keerlussen, er worden uitsluitend eenrichtingwagens ingezet.

### PCC-Cars uit Washington D.C. in Sarajevo
Voor de naar normaalspoor verbouwde tramlijn werden in 1960 PCC-cars uit Washington D.C. (USA) overgenomen. Dit betrof in de jaren 1941-1944 door de St. Louis Car Company gebouwde trams. Vanwege de opheffing van het trambedrijf in Washington D.C. konden deze trams zeer voordelig worden gekocht. Er kwamen 71 PCC-cars naar Sarajevo, die de nummers 1-71 kregen. Hiervan werden er 20 tussen 1967 en 1969 verbouwd tot 10 zesassige gelede trams (nrs. 100-109). De laatste PCC-cars werden in 1984 buiten dienst gesteld.

## Trammaterieel
Naast oud, tweedehands en gerenoveerd trammaterieel rijden sinds mei 2024 nieuwe trams van Stadler Rail. Van deze driedelige achtassige lagevloertrams zijn er 15 besteld.
| Fabrikant    | Type      | Soort     | Aantal | Nummers              | Bouwjaren | Opmerkingen |  |
| ------------ | --------- | --------- | ------ | -------------------- | --------- | --- |  |
| ČKD Tatra    | K2YU      | zesasser  | 44     | 201-290 (met hiaten) | 1973-1983 | Oorspronkelijk 90 stuks, ontbrekende trams werden voor een deel in Satra II en Satra III verbouwd. Nog in dienst: 201, 206, 209, 210, 212, 217, 227, 231, 235, 237, 240, 244, 255, 257, 258, 261, 263, 271, 275, 277, 289. |  |
| ČKD Tatra    | K2        | zesasser  | 1      | 291                  | 1973      | Twee stuks in 1997 overgenomen van de Tram van Brno. Nog in dienst: 291. |  |
| ČKD Tatra    | KT8D5K    | achtasser | 05     | 300-304              | 1989-1990 | Prototype 500 stamt uit een serie voor de tram van Pyongyang, de K in de type-aanduiding staat voor Korea. De 301-304 werden tweedehands van de tram in Košice overgenomen.                                                |  |
| ČKD Tatra    | Satra II  | zesasser  | 15     | 500-514              | zie: K2YU | 500 en 501 = ex-tram van Brno, overige trams tussen 2004 en 2009 uit K2YU verbouwd. |  |
| ČKD Tatra    | Satra III | achtasser | 06     | 601-606              | zie: K2YU | 600 = ex-tram van Brno, overige trams uit K2YU verbouwd, lagevloer-middenbak later ingebouwd. |  |
| Lohner-Werke | E         | zesasser  | 16     | 701-716              | 1962-1964 | Tussen 2005 en 2009 van de tram van Wenen overgenomen. Nog in dienst: 709, 713, 714. |  |
| LHB          | 9G        | achtasser | 13     | 801-813              | 1979-1980 | In 2009 van de Amsterdamse tram overgenomen. Nog in dienst: 802, 805, 811. |  |
| LHB          | 10G       | achtasser | 03     | 814-816              | 1980      | In 2009 van de Amsterdamse tram overgenomen. Nog in dienst: 815. |  |
| Düwag        | GT8       | achtasser | 20     | 901-920              | 1963-1968 | In 2015 van de tram van Konya overgenomen, oorspronkelijk afkomstig van de tram van Keulen. |  |